# 佐々木ミノル
佐々木 ミノル（ささき ミノル、11月8日 - ）は、日本の漫画家。宮城県出身。女性。既婚。（いずれも著作あとがきにて）
代表作は『中卒労働者から始める高校生活』、『サラリーマン祓魔師 奥村雪男の哀愁』。

## 経歴
通信制高校を卒業。後に連載する『中卒労働者から始める高校生活』は自身の高校生活の体験をモデルにしている。
2000年、「Ieon-Secret」で第59回（平成12年度上半期）手塚賞佳作。『青の祓魔師』の加藤和恵は手塚賞の同期である。
2002年2月、『赤マルジャンプ』に『神サマの鏡』を掲載。
2005年5月、『月刊少年シリウス』に『炎天のいろは』を初連載。2007年3月に連載終了。
2012年10月、『コミックヘヴン』にて『中卒労働者から始める高校生活』を連載開始。2018年11月にWebアニメ化された。同作のスピンオフ作品である『お嬢さまから始める結婚生活』を『Webコミックヘヴン』にて連載している。
2013年4月、『中卒労働者から～』の連載中ながら、『ジャンプSQ.19』にて『青の祓魔師』の公式スピンオフ作品『サラリーマン祓魔師 奥村雪男の哀愁』を連載開始。約7年の連載を経て2020年4月に終了。

## 作品リスト

### 漫画
※2025年4月現在
| タイトル                          | 形式 | 発行       | 掲載号                                             | 収録                  | 備考                      |
| --------------------------------- | ---- | ---------- | -------------------------------------------------- | --------------------- | ------------------------- |
| 神サマの鏡                        | 読切 | 集英社     | 赤マルジャンプ 2002年WINTER                        | 未                    |                           |
| 炎天のいろは                      | 連載 | 講談社     | 月刊少年シリウス 2005年7月号 - 2007年5月号         | 全6巻                 |                           |
| グングニル                        | 読切 | KADOKAWA   | 月刊コミックアライブ2008年2月号                    | 未                    |                           |
| ブレイクハンズ～星石を継ぐ者～    | 連載 | KADOKAWA   | 月刊コミックアライブ2008年7月号 - 2009年8月号      | 全3巻                 |                           |
| ドット・インベーダー              | 読切 | 集英社     | ジャンプSQ.19 2010年春号                           | ドットインベーダー1巻 | 連載版の前身              |
| ドットインベーダー                | 連載 | 集英社     | ジャンプSQ.19 2011年冬号 - ジャンプSQ. 2012年3月号 | 全2巻                 |                           |
| 中卒労働者から始める高校生活      | 連載 | 日本文芸社 | コミックヘヴン Vol.2 - 連載中                      | 既21巻                |                           |
| サラリーマン祓魔師 奥村雪男の哀愁 | 連載 | 集英社     | ジャンプSQ.19 Vol.7 - ジャンプSQ. 2020年5月号      | 全4巻                 | 原作：加藤和恵            |
| お嬢さまから始める結婚生活        | 連載 | 日本文芸社 | Webコミックヘヴン 2019年7月10日 - 連載中           | 既3巻                 |                           |
| セカンド・ブルーアワー            | 読切 | ホーム社   | COMIC OGYAAA!! 2024年12月13日                      | 未                    |                           |
| あかつきに漣                      | 連載 | ホーム社   | COMIC OGYAAA!! 2025年05月23日 - 連載中             | 未                    | 原作担当 漫画：佐々木たむ |